# شفاء زكري إبراهيم
شفاء زكري إبراهيم (بالكردية: شیفا زکری ئیبراھیم)‏ المعروفة أيضاً باسمها الشهير شفا گردي (بالكردية: شیفا گەردی)‏ (ولدت في 1 تموز 1986 وتوفيت في 25 شباط 2017) هي مقدمة برامج تلفزيونية وصحفية عراقية كردية كانت تعمل في شبكة روداو الإعلامية في غرب الموصل، ماتت على جانب أحد الطرق بانفجار قنبلة أثناء تغطيتها الحرب في شمال العراق.

## السيرة الذاتية
ولدت شفاء زكري إبراهيم لاجئة في إيران في 1 يوليو 1986. وهي خريجة قسم الإعلام من جامعة صلاح الدين في أربيل. بدأت حياتها المهنية في مجال الإعلام في عام 2006، وانضمت إلى شبكة شبكة روداو الأعلامية منذ إنشائها.

## السيرة المهنية
بدأت شفاء مسيرتها في الإعلام في عام 2006. وانضمت إلى شبكة شبكة روداو الأعلامية في بداية تأسيسها. عملت مراسلة عراقية كردية ومذيعة باللغة الكردية لتلفزيون روداو. ثم أصبحت لاحقاً مقدّمة  في قناة روداو، حيث غطت برنامج عين على الموصل الذي بدأت بثه عندما تم إطلاق عملية ت حرير شمال العراق من تنظيم داعش الإرهابي في أكتوبر 2016. برزت في كثير من الأحيان في الخطوط الأمامية للحرب ضد تنظيم الدولة الإسلامية الإرهابي، وهذا جعل لها شعبية كبيرة، كما كانت شفاء هي من تقدم  برنامج عين على الموصل، وهو برنامج إخباري يومي خاص يركز على معركة استعادة الموصل من تنظيم داعش.

## وفاتها
وقعت وفاة شفاء خلال هجوم شنته القوات العراقية في محاولة لاستعادة الموصل من داعش. وكانت شفاء والمصور مصطفى يقدمان تقريراً حول ما يسمى بوادي الموت، وهي منطقة تبعد 20 كيلومتراً جنوب الموصل، وخمسة كيلومترات من طريق بغداد - الموصل الرئيسي الذي يعتقد أنه تم استخدامه من قبل داعش لتنفيذ عمليات إعدام جماعي. وبينما كانت شفاء تحصل على تعليقات من قائد في الحشد الشعبي إلى جوار حفرة ضخمة حيث قيل إن مقاتلي داعش قد قاموا بإلقاء جثث أشخاص قتلوهم، حدث تماس بين أقدام القائد وسلك قنبلة، مما أدى إلى تفجير قنبلة وقتل شفاء. وقع هذا الحادث في الساعة 3:45 بعد الظهر من يوم السبت 25 شباط 2017.
رانجا جمال، مراسلة أخر من روداو كانت في الموصل عندما توفيت شفاء أوضحت أنها قد أعطيت معلومات عن الوادي لكنها لم تتمكن من العثور عليها. في طريق عودتها، صادفت قوة حشد الشعبي وسألتهم عن المكان. أخبروها أنهم يعرفون المكان وتوجهوا إلى المكان. وإلى جانب شفاء، أدى القصف أيضًا إلى مقتل خمسة أعضاء آخرين في قوة شبه عسكرية كانوا قد قادوها إلى الموقع. كما أُصيب ثمانية أشخاص آخرين، من بينهم مصور تلفزيون «روداو» يونس مصطفى، بحسب تلفزيون روداو وتقارير إخبارية.
وقال المدير التنفيذي لروداو أكو محمد: «كنا نحثهم دائماً على الوقوف خلف الخطوط الأمامية للحرب، وإخبارهم أنهم ليسوا جنودًا أو مقاتلين من البيشمركة. يبدو أن شفاء قد اقتربت من الخطوط الأمامية بدافع الجدية.»

## آراء
كانت شفاء واحدة من الصحفيات اللواتي كن يغطين الهجوم المضاد ضد داعش داخل العراق من أجل روداو. يذكر زملائها الشفقة التي أظهرتها في عملها ولفتت شفاء الانتباه إلى آثار الحرب على الأرانب، وقالت: «الأرانب يعانون من سوء التغذية الذي تسبب في ضرر ظاهر على وجوهها. أعادته معي. سنقوم بمعالجة الأرانب ومن ثم نعطيها لوكالة حماية الحيوانات التي ترغب بالاعتناء بها».
وأشار آخرون إلى دورها كامرأة في الصحافة الحربية. ومن جانبه قال بيان سامي رحمن، ممثل حكومة إقليم كردستان في الولايات المتحدة والصحفي السابق، إن كردستان «فقدت صحافية شجاعة ومحترفة قامت بتكسير السقف الزجاجي».
ووصف فلاح مصطفى، وزير قسم العلاقات الخارجية لحكومة إقليم كردستان، شفاء في تغريدة بأنها «قدوة للشابات».
أشادت مؤسسة روداو بالجوانب الرائدة في مسيرتها المهنية قائلة: «لا تزال الصحافة تهيمن على الرجال. لكن شفاء گردي حطمت هذه المفاهيم والصور النمطية، ونحن نشيد بصحافتها الشجاعة».

## ردود الأفعال
وقالت لجنة حماية الصحفيين إن مقتل شفاء كان أول حادث مرتبط بالحرب لصحفي في العراق في عام 2017. قتل ستة على الأقل في البلاد العام الماضي. كما أصابت القنبلة المصور الصحفي يونس مصطفى الذي نُقل إلى أربيل، عاصمة إقليم كردستان العراق الذي يتمتع بحكم ذاتي حيث مقر القناة.

## تفاعل
قال رئيس الوزراء العراقي حيدر العبادي: «نحن مصممون على محاربة الإرهاب الذي يحاول قتل أبناءنا ومواطنينا في كل مكان».
وقال المدير التنفيذي في روداو أكو محمد: «نحن حزينون لمقتل شفاء. سيبقى مكانها غير قابل للاستبدال في روداو، لكنها ستبقى دائماً في قلوبنا».
المبعوث الرئاسي ألامريكي الخاص المعني بمكافحة الإرهاب بريت ماكغورك قال: «لقد كانت كل ما تخشاه داعش: صحفي يفضح أكاذيبهم».
وقال نائب رئيس وزراء حكومة إقليم كردستان قوباد طالباني «إنها تنضم إلى قائمة من الأشخاص الذين لا يمكن تعويضهم والذين فقدوا في هذه الحرب».